# Kaiser-Wilhelm-Gesellschaft

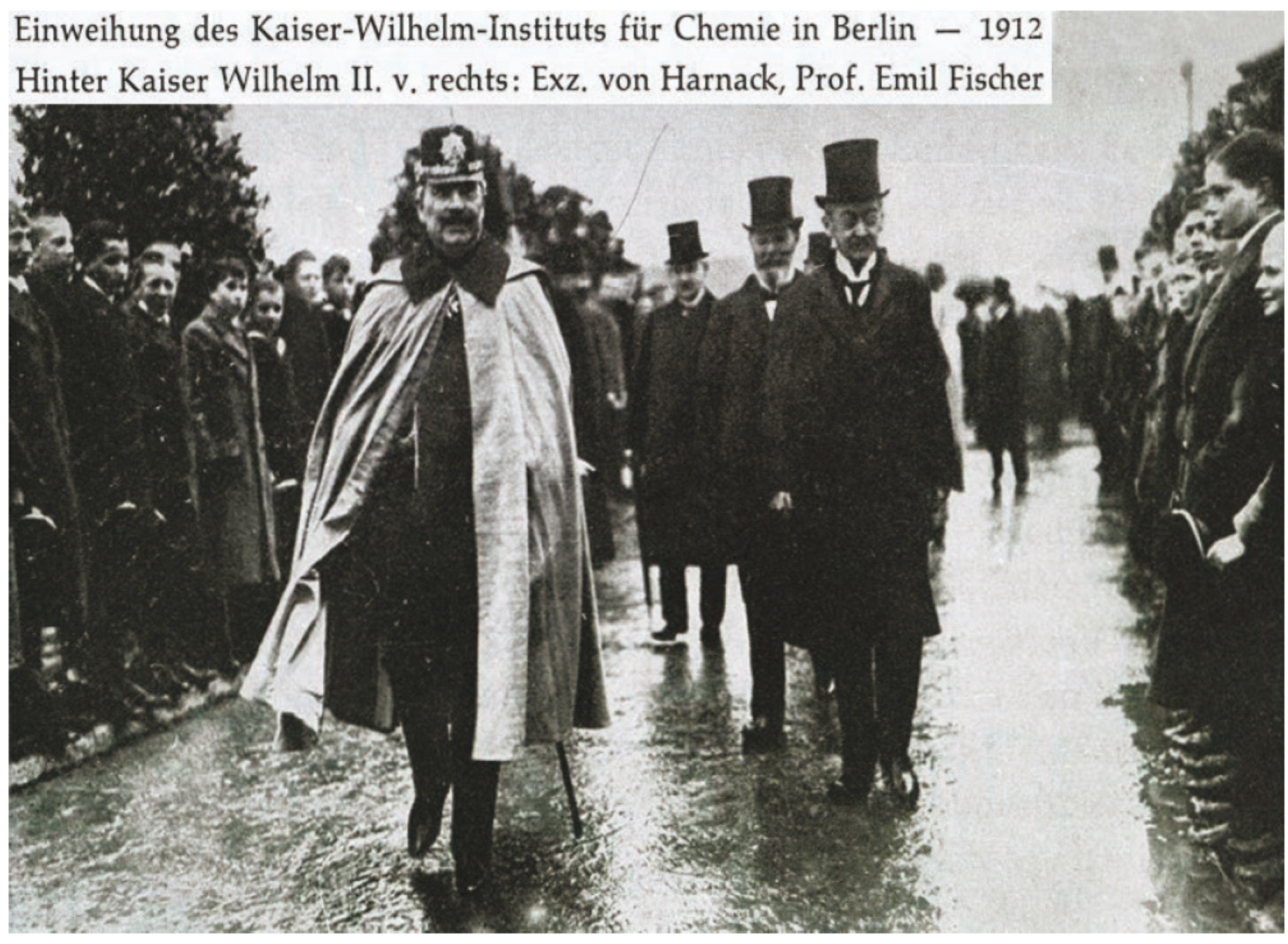
Ceremonia inaugurării Institutului Kaiser Wilhelm pentru Chimie din Berlin, în prezența împăratului Wilhelm al II-lea (1912)

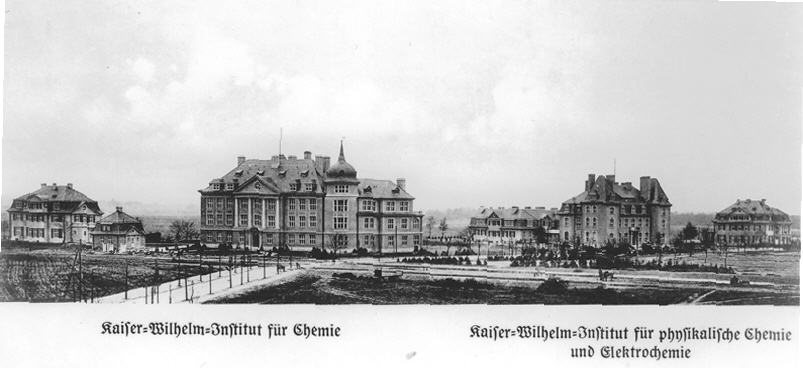
Institutul Kaiser Wilhelm pentru Chimie și Institutul Kaiser Wilhelm pentru Chimie Fizică și Electrochimie (1912)

Kaiser-Wilhelm-Gesellschaft zur Förderung der Wissenschaften (în română Societatea Kaiser Wilhelm pentru promovarea științelor), sau simplu Kaiser-Wilhelm-Gesellschaft, cu acronim KWG, a fost o organizație științifică fondată în Imperiul German în anul 1911. Ea a funcționat ca umbrelă pentru o serie de unități de cercetare, în principal institute de cercetare fundamentală, care au fost create și finanțate sub autoritatea sa. Această activitate a continuat în anii Republicii de la Weimar și în Germania Nazistă. Societatea Kaiser Wilhelm a fost desființată în anul 1946 prin ordinul oficiului guvernării militare americane din Germania ocupată; funcțiile ei au fost reluate în 1948 de Societatea Max Planck.

## Președinți
- Adolf von Harnack (1911–1930)
- Max Planck (1930–1937)
- Carl Bosch (1937–1940)
- Albert Vögler (1941–1945)
- Max Planck (16 mai 1945 – 31 martie 1946)
- Otto Hahn (1 aprilie 1946 – 10 septembrie 1946)

## Laureați ai Premiului Nobel
| An   | Nume                  | Premiu Nobel                                 | Motivarea Comitetului Nobel |
| ---- | --------------------- | -------------------------------------------- | --- |
| 1914 | Max von Laue          | Premiul Nobel pentru Fizică                  | „for his discovery of the diffraction of X-rays by crystals” |
| 1915 | Richard Willstätter   | Premiul Nobel pentru Chimie                  | „for his researches on plant pigments, especially chlorophyll” |
| 1918 | Fritz Haber           | Premiul Nobel pentru Chimie                  | „for the synthesis of ammonia from its elements” |
| 1918 | Max Planck            | Premiul Nobel pentru Fizică                  | „in recognition of the services he rendered to the advancement of Physics by his discovery of energy quanta”                                                         |
| 1921 | Albert Einstein       | Premiul Nobel pentru Fizică                  | „for his services to Theoretical Physics, and especially for his discovery of the law of the photoelectric effect”                                                   |
| 1922 | Otto Meyerhof         | Premiul Nobel pentru Fiziologie sau Medicină | „for his discovery of the fixed relationship between the consumption of oxygen and the metabolism of lactic acid in the muscle”                                      |
| 1925 | James Franck          | Premiul Nobel pentru Fizică                  | „for their discovery of the laws governing the impact of an electron upon an atom”                                                                                   |
| 1931 | Carl Bosch            | Premiul Nobel pentru Chimie                  | „in recognition of their contributions to the invention and development of chemical high pressure methods”                                                           |
| 1931 | Otto Heinrich Warburg | Premiul Nobel pentru Fiziologie sau Medicină | „for his discovery of the nature and mode of action of the respiratory enzyme”                                                                                       |
| 1932 | Werner Heisenberg     | Premiul Nobel pentru Fizică                  | „for the creation of quantum mechanics, the application of which has, inter alia, led to the discovery of the allotropic forms of hydrogen”                          |
| 1935 | Hans Spemann          | Premiul Nobel pentru Fiziologie sau Medicină | „for his discovery of the organizer effect in embryonic development”                                                                                                 |
| 1936 | Peter Debye           | Premiul Nobel pentru Chimie                  | „for his contributions to our knowledge of molecular structure through his investigations on dipole moments and on the diffraction of X-rays and electrons in gases” |
| 1938 | Richard Kuhn          | Premiul Nobel pentru Chimie                  | „for his work on carotenoids and vitamins” |
| 1939 | Adolf Butenandt       | Premiul Nobel pentru Chimie                  | „for his work on sex hormones” |
| 1944 | Otto Hahn             | Premiul Nobel pentru Chimie                  | „for his discovery of the fission of heavy nuclei” |